# Мемориал жертвам тоталитаризма (Харьков)

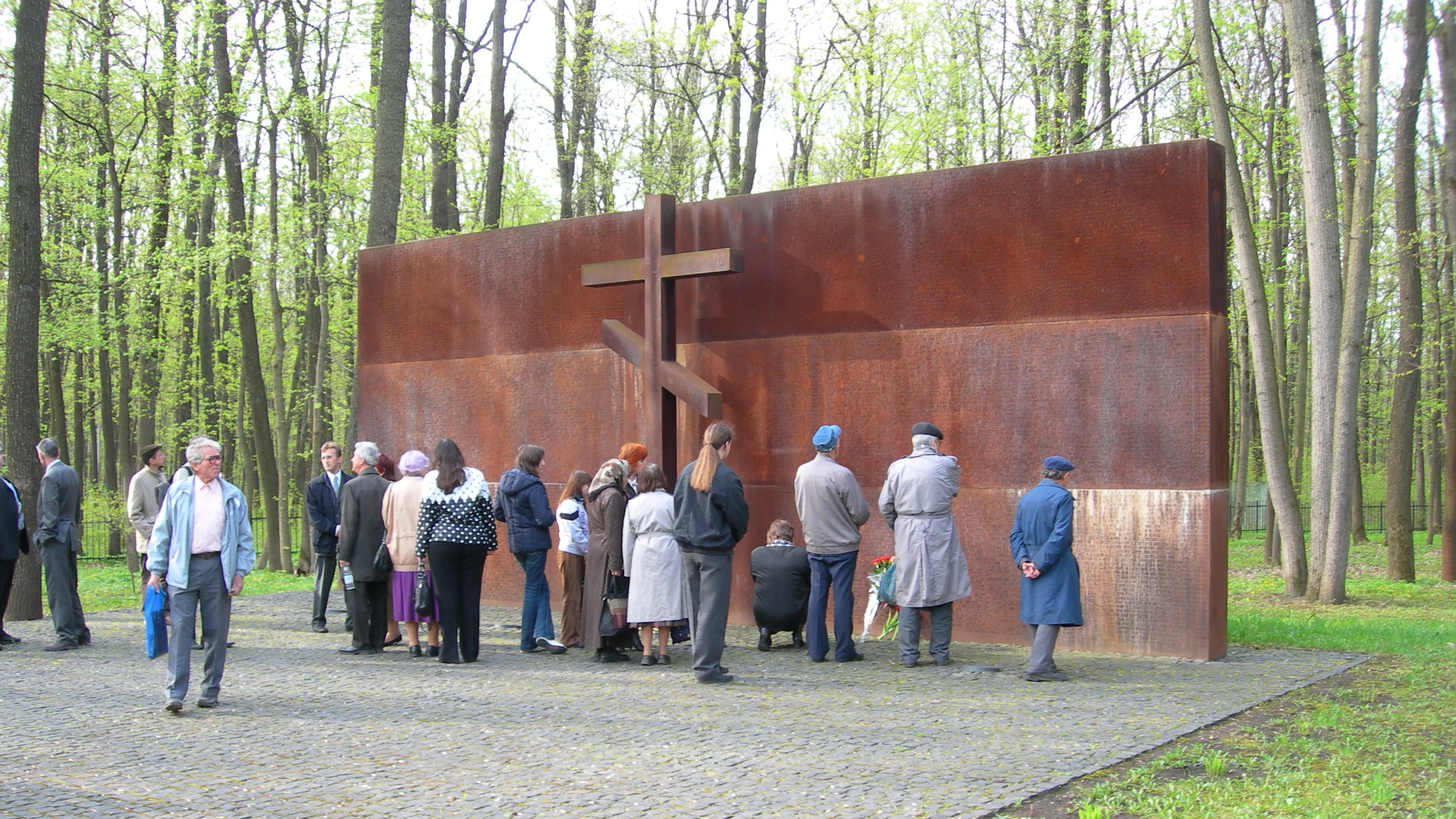
Мемориал жертвам тоталитаризма, Харьков

Жетоны офицеров Польской армии убитых НКВД в Катынской резни, раскопаны в польских братских могилах в месте, где сейчас находится Мемориал (экспонаты Катынского музея в Варшаве)

Мемориал жертвам тоталитаризма — мемориал, открытый 17 июня 2000 года по инициативе президентов Украины и Польши в харьковском лесопарке.
Монумент представляет собой крест Virtuti Militari, возле которого установлены стелы с именами расстрелянных НКВД в 1938—1940 годах польских военных, которые были похоронены в братских могилах на территории лесопарка.
В 1940 году здесь были расстреляны 3809 польских офицеров и 500 мирных польских граждан. (В соответствии с приказом НКВД СССР № 00350 от 22 марта 1940 года «О разгрузке тюрем НКВД УССР и БССР», пленных польских офицеров из Старобельского лагеря направили в распоряжение УНКВД СССР по Харьковской области).
Так называемый Квартал № 6 в лесопарке стал местом упокоения и тысяч репрессированных и расстрелянных перед войной украинских граждан.
В 2010 году состоялся визит Президента Польши Бронислава Коморовского в Харьков, приуроченный к 10-й годовщине открытия Мемориала.
23 марта 2022 года мемориал был обстрелян российской армией в ходе вторжения на Украину. По данным Польского агентства печати, никакие другие объекты в этом районе обстрелу не подвергались, что указывает на целенаправленный удар по кладбищу. В одном из погребений застрял снаряд от реактивной системы залпового огня «Смерч», содержавший кассетные элементы.